# Zebra trkačica
Zebra trkačica (engl. Racing Stripes) je američki športski film iz 2005. godine, kojeg su producirali Warner Bros. Pictures i Summit Entertainment.

## Glasovi
| Ime                 | Engleska inačica       | Hrvatska inačica   |
| ------------------- | ---------------------- | ------------------ |
| Martin Walsh        | Bruce Greenwood        | Goran Grgić        |
| Tina Walsh          | Hayden Panettiere      | Zrinka Cvitešić    |
| Prugi               | Frankie Muniz          | Filip Juričić      |
| Lana                | Mandy Moore            | Srđana Šimunović   |
| Clydesdale          | Michael Clarke Duncan  | Ranko Tihomirović  |
| Karlo               | Jeff Foxworthy         | Zvonimir Pamuković |
| Munja               | Snoop Dogg             | Bojan Navojec      |
| Galeb               | Joe Pantoliano         | Predrag Vušović    |
| Ruffshodd           | Michael Rosenbaum      | Roman Wagner       |
| Trenton Jr.         | Joshua Jackson         | Marko Makovičić    |
| Brujo               | Steve Harvey           | Zoran Subošić      |
| Zujo                | David Spade            | Mile Kekin         |
| Grof Trenton        | Fred Thompson          | Dušan Gojić        |
| Tomo                | Dustin Hoffman         | Ljubomir Kerekeš   |
| Franka              | Whoopi Goldberg        | Ksenija Marinković |
| Mladi Prugi         | Jansen Panettiere      | David Jakovljević  |
| Mladi Ruffshodd     | Frankie Ryan Manriquez | Martin Cvetko      |
| Mladi Trenton Jr.   | Kyle Alcazar           | Tomislav Novosel   |
| John Cooper         | Gary Bullock           | Zoran Gogić        |
| Courtney Jones      | Denise Fox             | Ana Marija Bokor   |
| Woodzie             | M. Emmet Walsh         | Pero Juričić       |
| Klara Dalrymple     | Wendie Malick          | Jasna Bilušić      |
| Komentator na utrci | Graeme Hawkins         | Boris Mutić        |

Ostali glasovi:
- Zoran Gogić
- Bojan Navojec
- Ana Marija Bokor
- Alisa Erceg
- Ranko Tihomirović
- Lovro Krnić
- Marin Kraljev

- Prijevod i adaptacija: Ana Sabljak
- Režija sinkronizacije: Ivana Vlkov Wagner
- Tonska sinkronizacija i remix: ATER Studio
- Tonski snimatelj - mixer: Mario Krnić
- Dolby Digital mastering: GAMA studio
- Ton majstor: Davor Omerza
- Obrada i produkcija: Duplicato Media d.o.o.